# Насер Зібері
Насер Зібері (мак. Насер Зибери, алб. Naser Ziberi, народився в 1961 році в с. Ласкарці) — омбудсмен, македонський юрист і політик.

## Біографія
Насер Зібері закінчив юридичний факультет. Працював журналістом у газеті «Flaka e vlazerimit».  У 1990-х роках зайнявся політикою, ставши президентом відділення Партії демократичного процвітання (ПДП) в общині Карпош. У період з 1994 по 1998 роки був генеральним секретарем ПДП.
На парламентських виборах 1990 року та парламентських виборах 1994 року обирався депутатом до Зборів Республіки Македонія від ПДП. Як депутат парламенту, був членом президії та координатором парламентської групи ПДП у парламенті Республіки Македонія, президентом парламентської групи парламенту Республіки Македонія по співпраці з парламентом Республіки Македонія з Турецькою Республікою, членом парламентської групи Парламенту Республіки Македонія по співпраці з парламентами Королівства Норвегії, Фінляндської Республіки, Королівства Швеції, Королівства Данія та Республіки Ісландія.
У період з 28 лютого 1996 року по 30 листопада 1998 року обіймав посаду Міністра праці та соціальної політики Республіки Македонія та віце-президента уряду Республіки Македонія. На парламентських виборах 1998 року знову обраний депутатом парламенту Республіки Македонія від ПДП.
Після відходу з політичної сцени Зібері працював нотаріусом.
На парламентських виборах 2020 року політична партія "Дмократичний союз за інтеграцію" висунула Насера Зібері своїм кандидатом у прем'єр-міністри. 